# Sematophyllum scabriusculum
Sematophyllum scabriusculum är en bladmossart som beskrevs av Brotherus 1925. Sematophyllum scabriusculum ingår i släktet Sematophyllum och familjen Sematophyllaceae. Inga underarter finns listade i Catalogue of Life.